# 山本義彦
山本 義彦（やまもと よしひこ、1944年4月5日 - ）は、日本の経済史学者。静岡大学名誉教授。

## 経歴
大阪府吹田市千里山生まれ。1967年大阪市立大学卒、1973年同大学院経済学研究科博士課程単位取得満期退学、静岡大学人文学部講師、助教授、1987年教授。1994年「戦間期日本資本主義と経済政策 -金解禁問題をめぐる国家と経済-」で京都大学より経済学博士の学位を取得。1999年静岡大学評議員、2000年人文学部長、2007年大学理事・副学長。2010年定年退任、名誉教授、2013年放送大学客員教員。1986年～1997年静岡県史編さん専門委員（近現代部会）。2012年～静岡県史編さん委員・専門委員（代表）。2017年～2021年公益財団法人第五福竜丸平和協会代表理事を経て顧問。

## 業績
両大戦間期から戦時期にかけての外交評論家・外交史家で、『暗黒日記』の筆者である清沢洌の研究で知られる。近現代日本経済史、思想史研究者。

## 著書
- 『戦間期日本資本主義と経済政策 金解禁問題をめぐる国家と経済』柏書房 1989
- 『清沢洌の政治経済思想 近代日本の自由主義と国際平和』御茶の水書房 1996
- 『近代日本資本主義史研究 歴史から現代へ』ミネルヴァ書房 Minerva人文・社会科学叢書 2002
- 『清沢洌 その多元主義と平和思想の形成』学術出版会 2006 静岡大学人文学部研究叢書

### 編著
- 野呂栄太郎『初版・日本主義発達史』上・下、1983岩波文庫　大石嘉一郎編、註解作成協力
- 山崎隆三編著『現代日本経済史』1985　有斐閣　構成項目作成協力
- 『第一次大戦後経済・社会政策資料集』全8巻、別冊解説　編 柏書房 1987
- 『昭和初期商工政策資料集』全8巻、別冊解説　共編　日本図書センター　1988
- 『暗黒日記 1942-1945』編 岩波文庫 1990
- 『近代日本経済史 国家と経済』編著 ミネルヴァ書房 1992
- 『清沢洌選集』全8巻別冊1 編集・解説 日本図書センター 1998
- 『清沢洌評論集』編 岩波文庫 2002